# Maurolicus rudjakovi
Maurolicus rudjakovi är en fiskart som beskrevs av Nikolai V. Parin och Kobyliansky, 1993. Maurolicus rudjakovi ingår i släktet Maurolicus och familjen pärlemorfiskar. Inga underarter finns listade i Catalogue of Life.